# Aspidimorpha sculpturata
Aspidimorpha sculpturata is een keversoort uit de familie bladkevers (Chrysomelidae). De wetenschappelijke naam van de soort werd in 1997 gepubliceerd door Borowiec.